# انعطاف‌پذیری سیناپسی
انعطاف‌پذیری همایه‌ای یا پلاستیسیته سیناپسی (Synaptic plasticity) توانایی سیناپس ها (سیناپسها) برای تقویت یا تضعیف در طی زمان، در پاسخ به افزایش یا کاهش فعالیتشان است.
ادعا می‌شود خاطرات در مغز توسط مدارهای عصبی که به شدت متصل هستند، بیان می‌شوند؛ بنابراین انعطاف‌پذیری سیناپسی یکی از مهم‌ترین اساس یادگیری و حافظه است. تغییر انعطاف اغلب ناشی از تغییر تعداد گیرندههای نوروترانسمیتر موجود در یک سیناپس است. در اینجا چندین مکانیسم اساسی که برای رسیدن به انعطاف‌پذیری سیناپسی مشارکت می‌کنند، وجود دارد. از جمله این مکانیزم‌ها می‌توان تغییرات در مقدار نوروترنسمیترهای آزاد شده در سیناپس و نحوه مؤثر پاسخ سلول به این نوروترنسمیترها را نام برد. کشف شده‌است که انعطاف‌پذیری سیناپسی چه در نورون‌های مهاری و چه در نورون‌های تحریکی وابسته به کلسیم رهایی از نورون پس سیناپسی هست.

## اکتشافات تاریخی
در سال ۱۹۶۶، ترجه لومو و تیم بلیس ابتدا پدیده پتانسیل بالقوه طولانی مدت LTP را در مجله فیزیولوژی منتشر کردند. آزمایش توصیف شده بر روی سیناپس بین مسیر پیش پیشانی و جایروس دندانه دار در هیپوکامپ خرگوشهای بیهوش شده انجام شد. آن‌ها توانستند یک تحریک بارست کزازی(۱۰۰هرتز) را روی فیبرهای مسیر پیش پیشانی نشان دهند. این تحریک منجر به تقویت طولانی مدت نورون‌های پس سیناپسی می‌شود. در همان سال، اطلاعات مشابهی را از خرگوش هوشیار ثبت کردند. با توجه به نقش هیپوکامپ در برخی از انواع حافظه، این کشف علاقه‌مندان بسیاری را به خود جلب کرد.

## سازوکارهای زیست‌شیمیایی
دو سازوکار مولکولی پلاستیسته سیناپسی، گیرنده‌های گلوتامات (NMDA,AMPA) را درگیر می‌کنند. بازشدن کانال‌های NMDA(کانال وابسته به ولتاژ هست) منجر به ورود کلسیم به داخل نورون پس سیناپسی و تولید LTP (و همچنین فعال شدن پروتئین کیناز) می‌شود. دپولاریزاسیون قوی نورون پس سیناپسی کاملاً یون منیزیمی که کانال NMDA را مسدود کرده‌است، را جابه‌جا می‌کند و اجازه ورود کلسیم به داخل سلول را می‌دهد که باعث LTP می‌شود. درحالی که دپلاریزیشن ضعیف تنها به صورت جزئی یون mg2+ را جابه‌جا می‌کند و منجر به ورود کمتر Ca2+ به نورون پس سیناپسی و کم بودن غلظت یون کلسیم درون سلولی می‌شود (که پروتئین فسفاتاز را فعال می‌کند و باعث رکود طولانی مدت می‌شود. (LTD)
این پروتئین کیناز فعال شده برای فسفوریلاسیون گیرنده‌های تحریکی پس سیناپسی (به عنوان مثال گیرنده هایAMPA) و بهبود هدایت کاتیون، به کار می‌روند و به این ترتیب سیناپس را تقویت می‌کند. همچنین این سیگنال‌ها گیرنده‌های اضافی در غشاء نورون پس سیناپسی به کار می‌گیرند، محصول یک نوع گیرنده اصلاح شده را تحریک می‌کنند و در نتیجه نفوذ کلسیم را تسهیل می‌کنند. این به نوبه خود باعث افزایش تحریک نورون پس سیناپسی توسط یک تحریک پیش سیناپسی داده شده، می‌شود. این فرایند می‌تواند معکوس شود، از طریق فعالیت پروتئین فسفاتازها، که برای دی فسفوریلاسیون این کانال‌های کاتیونی عمل می‌کنند.
سازوکار دوم بستگی به رونویسی ژن تنظیم شده باcascade second messenger (پیام رسان دوم پشت هم) و تغییرات در سطوح پروتئین‌های کلیدی در سیناپس‌های پیمانه ای (مانند CaMKII و PKAII)دارد. فعال شدن مسیر پیام رسان دوم منجر به افزایش سطح CaMKII و PKAII در اسپاینِ دندریت می‌شود. این پروتئین کیناز به رشد در حجم اسپاینِ دندریت و فرایندLTP مرتبط است، فرایندLTP از جمله افزودن گیرنده‌های AMPA به غشای پلاسما و فسفوریلاسیون کانال‌های یونی برای افزایش نفوذ پذیری است. موضع‌گیری یا جداسازی پروتئین‌های فعال در حضور تحریک‌های داده شده خود، که باعث ایجاد اثرات موضعی در اسپاینِ دندریت می‌شود، اتفاق می‌افتد. نفوذ کلسیم از گیرنده‌های NMDA برای فعالسازی CaMKII ضروری است. این فعال سازی با تحریک کانونی در اسپاین جمع می‌شود و قبل از گسترش به اسپاین‌های مجاور غیرفعال می‌شود. این یک سازوکار مهم LTP را نشان می‌دهد که در آن تغییرات خاص در فعال سازی پروتئین می‌تواند به منظور افزایش حساسیت تک اسپاین دندریت موضع‌گیری یا جداسازی شود. هر اسپاین قادر به تشکیل پاسخ‌های منحصر به فرد به نورون پیش سیناپسی است. این مکانیسم دوم می‌تواند توسط فسفوریلاسیون پروتئین تولید شود، اما طول می‌کشد و طولانی‌تر باقی می‌ماند، سازوکار را برای ذخیره‌سازی حافظه طولانی مدت فراهم می‌کند. مدت زمان LTP را می‌توان با تجزیه second messengerها تنظیم کرد. به عنوان مثال فسفر دی استرآز، cAMP را (که در افزایش سنتز گیرنده‌های AMPA در نورون پس سیناپسی دخالت دارد) تجزیه می‌کند.
تغییرات طولانی مدت در کارایی اتصالات سیناپسی (پتانسیل بلقوه طولانی مدت یا LTP) بین دو نورون می‌تواند باعث ایجاد ویا شکستن اتصالات سیناپسی شود. ژنهایی مانند ß-A فعال، که یک زیر واحد فعال A را رمزگذاری می‌کنند، در طول مراحل اولیه LTP رو به بالا(up_regulation) تنظیم می‌شوند. مولکول فعال دینامیک‌های اکتین در اسپاین را از طریق مسیر AMP_kinase اصلاح می‌کنند. با تغییر ساختار سیتو اسکلتی F-actin در اسپاین‌های دندریت، اسپاین‌ها طولانی‌تر می‌شوند و احتمال ایجاد اتصال سیناپسی با پایانه‌های آکسون سلول پیش سیناپسی افزایش می‌یابد. نتیجه نهایی ابقاء طولانی مدت LTP است.
تعداد کانال‌های یونی در غشاء نورون پس سیناپسی برقدرت سیناپس اثر می‌گذارد. تحقیقات نشان می‌دهد تغییرات در تراکم گیرنده‌های روی غشاء نورون پس سیناپسی بر تحریک پذیری نورون در پاسخ به تحریک تأثیر می‌گذارد. در یک فرایند پویا که در تعادل نگهداری می‌شود، گیرنده NMDA و گیرنده‌های AMPA توسط اگزوسیتوز به غشاء اضافه می‌شوند و توسط اندوسیتوز حذف می‌شوند. با افزایش تعداد گیرنده‌های موجود در غشاء و با فعالیت سیناپسی، این فرایندها می‌توانند تغییر کنند. آزمایشات نشان داده‌است که گیرنده‌های AMPA از طریق ترکیب غشاء وزیکولی با غشاء پس سیناپسی توسط پروتئین کیناز CaMKII (که با ورود کلسیم از طریق گیرنده هایNMDA فعال می‌شود) به سیناپس تحویل داده می‌شوند. CaMKII همچنین از طریق فسفوریلاسیون هدایت یونیAMPA را بهبود می‌بخشد. هنگامی که گیرنده NMDA با فرکانس بالا فعال می‌شود، بیان پروتئین PSD_95افزایش می‌یابد که ظرفیت سیناپسی برای گیرنده‌های AMPA را افزایش می‌دهد. این چیزی است که منجر به افزایش طولانی مدت گیرنده‌های AMPA و به همین ترتیب قدرت سیناپسی و پلاستیسیته می‌شود. اگر قدرت یک سیناپس فقط با تحریک تقویت شده یا با کمبود آن تضعیف شود، یک حلقه فیدبک مثبت رشد خواهد کرد و برخی از سلول‌ها هرگز آتش نخواهند کرد و برخی نیز بسیار آتش می‌کنند. اما دو شکل تنظیمی از انعطاف‌پذیری (که scaling و metaplasticity نامیده می‌شود) وجود دارد که فیدبک منفی ایجاد می‌کند. scaling یک مکانیزم اولیه است که توسط آن نورون قادر به تثبیت نرخ آتش به بالا یا پایین است.
Scaling برای حفظ قدرت سیناپس‌های مربوط به هم بکار می‌روند، که دامنه‌های کوچک پتانسیل‌های پس سیناپسی تحریکی در پاسخ به تحریک‌های مداوم کاهش می‌دهد و پس از انسداد طولانی مدت یا مهار آن‌ها را افزایش می‌دهد. این اثر به تدریج با تغییر تعداد گیرنده‌های NMDA در سیناپس، طی چند ساعت یا چند روز اتفاق می‌افتد.
(Pérez-Otaño and Ehlers, 2005)
Metaplasticity سطح آستانه ای که در آن انعطاف‌پذیری رخ می‌دهد را تغییر می‌دهد، باعث واکنش‌های یکپارچه به فعالیت سیناپسی در فاصله زمانی و جلوگیری از اشباع حالت LTP و LTD می‌شود. از آنجایی که LTP و LTD(رکود طولانی مدت) به نفوذ Ca2 + از طریق کانال NMDA وابسته است، متاپلاستیسیتی ممکن است به دلیل تغییرات در گیرنده‌های NMDA، تغییر بافر کلسیم، حالت‌های تغییر یافته کیناز یا فسفاتازها و پر شدن دستگاه‌های سنتز پروتئین باشد. scalingیک مکانیزم اولیه است که توسط آن نورون ورودی‌های متغیر خود را انتخاب می‌کند. مدار نورونی که توسط LTP / LTD تحت تأثیر قرار گرفته و با scalingو متاپلاستیسیته اصلاح شده‌است منجر به توسعه و تنظیم مدار عصبی می‌شود که به روش «هِبیان» در حافظه ظاهر می‌شود، در حقیقت تغییرات در مدارهای عصبی، که در سطح سیناپس شروع می‌شوند، بخشی جدایی ناپذیر از توانایی یک ارگانیزم برای یادگیری است.
همچنین یک ویژگی خاص از تعاملات بیوشیمیایی برای ایجاد انعطاف‌پذیری سیناپسی، بنام اهمیت محل وجود دارد. فرایندها در دامنه میکرو رخ می‌دهد، همانند اگزوسیتوز گیرنده‌های AMPA که توسط t-SNARE STX4 تنظیم می‌شود. specificity همچنین یک جنبه مهمی از سیگنال دهی CAMKII شامل کلسیم در حد نانو است. گرادیان فضایی PKA بین اسپاین‌های دندیریت نیز برای قدرت و تنظیم پلاستیسیته سیناپسی مهم است. مهم است که به یاد داشته باشیم که سازوکارهای زیست‌شیمیایی که انعطاف‌پذیری سیناپسی را تغییر می‌دهند در سطح هر سیناپس یک نورون می‌دهد. از آنجایی که سازوکارهای زیست‌شیمیایی در حد میکرو محدود هستند، انعطاف‌پذیری سیناپسی حاصل تنها بر روی سیناپس خاصی که در آن رخ داده‌است تأثیر می‌گذارد.

## سازوکارهای تئوری
مدل دو طرفه از پلاستیسیته سیناپسی (که هر دو LTP و LTD را توصیف می‌کند) برای تعدادی از مکانیسم‌های یادگیری مختلف در علوم اعصاب محاسباتی، شبکه‌های عصبی و بیوفیزیک ثابت شده‌است که ضروری است. سه فرضیه اصلی برای ماهیت مولکولی این پلاستیسیته به خوبی مورد مطالعه قرار گرفته‌است و هیچ‌یک از آن‌ها نیازی به مکانیسم انحصاری ندارد:
1. تغییر در احتمال انتشار گلوتامات.
2. تزریق یا حذف گیرنده‌های AMPA در نورون پس سیناپسی.
3. فسفریلاسیون و دی فسفوریلاسیون شامل تغییر در هدایت گیرنده AMPA.

از اینها، دو فرضیه اول اخیراً به صورت ریاضی مورد بررسی قرار گرفته‌اند که دینامیکهای یکسان وابسته به کلسیم دارند که شواهد تئوری قوی تری برای یک مدل مبتنی بر کلسیم از پلاستیسیته ارائه می‌دهد که در یک مدل خطی که تعداد کل گیرنده‌ها حفظ می‌شود، به نظر می‌رسد. در یک مدل خطی که مجموع تعداد گیرنده‌ها حفظ می‌شود، به صورت زیر است:
{\displaystyle {\operatorname {d} \!W_{i}(t)) \over \operatorname {d} \!t}={\operatorname {} \!1 \over \operatorname {} \!\tau {\bigl (}[Ca^{2+}]_{i}{\bigr )}}{\Biggl (}\Omega {\bigl (}[Ca^{2+}]_{i}{\bigr )}-W_{i}{\Biggr )}}
که {\displaystyle W_{i}} وزن سیناپسی آکسون ورودی {\displaystyle i}ام است، {\displaystyle \tau }ثابت زمانی وابسته به میزان درج و حذف گیرنده‌های عصبی است، که وابسته به غلظت کلسیم یعنی{\displaystyle [Ca^{2+}]}است.{\displaystyle \Omega =\beta A_{m}^{fp}}همچنین تابعی از غلظت کلسیم است که به‌طور خطی به تعداد گیرنده‌های روی غشاء نورون در برخی از نقطه‌های ثابت بستگی دارد. هر دو {\displaystyle {\displaystyle \Omega }}و{\displaystyle {\displaystyle \tau }} به صورت آزمایشگاهی یافت می‌شوند و روی نتایج هر دو فرضیه توافق دارند. این مدل ساده‌سازی‌های مهمی را انجام می‌دهد که برای پیش‌بینی‌های تجربی و واقعی مناسب نمی‌باشد، اما پایه مهمی برای فرضیه وابستگی پلاستیسیته سیناپسی مبتنی بر کلسیم ارائه می‌دهد.

## انعطاف‌پذیری کوتاه مدت
انعطاف‌پذیری سیناپسی کوتاه مدت در مقایس زمانی ده‌ها میلی ثانیه تا چند دقیقه عمل می‌کند، برخلاف انعطاف‌پذیری کوتاه مدت که از چند دقیقه تا چند ساعت طول دوام دارد. پلاستیسیته کوتاه مدت می‌تواند یک سیناپس را تقویت یا تضعیف کند.

### رشد سیناپسی
افزایش کوتاه مدت سیناپسی ناشی از افزایش احتمال رهایی نوروترنسمیتر از پایانه‌های سیناپسی در پاسخ به پتانسیل‌های عمل نورون پیش سیناپسی است. سیناپس‌ها برای مدت کوتاهی به دلیل افزایش مقدار بسته‌های ترنسمیترهای رهایی در پاسخ به هر پتانسیل عمل، تقویت می‌شود. بسته به مقیاس زمانی که بر اساس آن عمل می‌کند رشد سیناپسی به عنوان تسهیل‌کننده عصبی، تقویت سیناپسی یا تقویت پس از حالت کزازی طبقه‌بندی شده‌است.

### رکود سیناپسی
معمولاً خستگی یا رکود سیناپسی به تخلیه وزیکول‌های آماده به رها کردن نسبت داده می‌شود. رکود همچنین می‌تواند از فرایندهای پس سیناپسی و از فعال شدن فیدبک گیرنده‌های پیش سیناپسی به وجود آید. به نظر می‌رسد رکود سیناپسی به انتشار آدنوزین تری فسفاتATP از آستروسیتها مرتبط است.

## انعطاف‌پذیری طولانی مدت
رکود طولانی مدت(LTD) و تقویت طولانی مدت (LTP) دو فرم پلاستیسیته طولانی مدت هستند، برای دقایقی یا بیشتر باقی می‌ماند، که در سیناپس‌های تحریکی اتفاق می‌افتد. [2] LTDوLTP وابسته به NMDA به‌طور گسترده مورد تحقیق قرار گرفته‌است و کشف شده‌است که برای فعال سازی NMDA، اتصال گلوتامات و گلایسین یا دی سرین نیاز است. نقطه عطف برای اصلاح سیناپسی یک سیناپس، بسته به تاریخ سیناپس، خود قابل تغییر است. به تازگی، تلاش‌هایی برای ارائه یک مدل جامع که بتواند اکثر اشکال پلاستیسیته سیناپسی را دربرداشته باشد صورت گرفته‌است.

### رکود بلند مدت(LTD)
فعال شدن کوتاه یک مسیر تحریکی می‌تواند LTD را تولید کند.LTD توسط کمترین سطح دپلاریزاسیون نورون پس سیناپسی و افزایش همزمان در غلظت کلسیم درون سلولی در نورون پس سیناپسی القا می‌شود. LTD می‌تواند در سیناپس غیرفعال آغاز شود اگر غلظت کلسیم به حداقل میزان مورد نیاز افزایش یابد یا اگر غلظت خارج سلولی افزایش یابد. این شرایط متغیر می‌تواند باعث شود LTD متفاوت از قانون Hebb باشد و در عوض وابسته به تغییرات فعالیت سیناپسی باشد. کشف شده‌است که دی سرین (D-serine) که توسط آستروسیتها رها می‌شوند منجر به کاهش قابل توجه LTD در هیپوکامپ می‌شود. یک LTD در سال ۲۰۱۱ برای سیناپس‌های الکتریکی گواهی شد (اصلاح اثر Gap_junctionاز طریق فعالیت شان).

### تقویت پتانسیل بلندمدت
تقویت پتانسیل بلندمدت، که معمولاً به عنوان LTP نامیده می‌شود، افزایش پاسخ‌های سیناپسی به پالسهای تقویت کننده تحریک‌های الکتریکی است که برای ساعت‌ها یا بیشتر بالاتر از پاسخ پایه پایدار می‌ماند. LTP شامل تعاملات بین نورون‌های پس سیناپسی و ورودی‌های پیش سیناپسی خاص که یک اتصال سیناپسی را تشکیل می‌دهند است و مخصوص انتقال سیناپسی مسیر تحریک است. تثبیت درازمدت تغییرات سیناپسی با افزایش موازی ساختارهای پیش و پس سیناپسی مانند بوتون آکسونی(axonal bouton)، اسپاین دندریت و تراکم پس سیناپسی تعیین می‌شود. در سطح مولکولی، افزایش پروتئین‌های داربست پس سیناپسی PSD-95 و Homer1c نشان داده شده‌است که با تثبیت افزایش سیناپسی مرتبط است.
اصلاح پوشش آستروسیت در سیناپس‌ها در هیپوکامپ ناشی از القای LTP است که مشخص شده‌است که با انتشار D-serine، نیتریک اکسید و ،کیموکین s100B توسط آستروسیت‌ها مرتبط است. LTP همچنین یک مدل برای مطالعه پایه سیناپسی پلاستیسیته هببین (Hebbian) است. شرایط القایی شبیه به آنهایی است که برای شروعLTD توصیف شد، اما برای LTP دپولاریزاسیون قوی تر و افزایش بیشتر کلسیم ضروری است.

## استحکام سیناپسی
اصلاح قدرت سیناپسی به صورت پلاستیسته عمل می‌کند. تغییرات در قدرت سیناپسی شامل مکانیسم‌های متمایز از نوع‌های خاصی از سلول‌های گلیال(Glial) است که بیشترین نوع مورد تحقیق از آنها آستروسیت‌ها هستند.

## کاربرد محاسباتی انعطاف‌پذیری
هر نوع انعطاف‌پذیری سیناپسی دارای کاربردهای مختلف محاسباتی است. تسهیل در کوتاه مدت(Short-term facilitation) نشان داده شده‌است که به عنوان حافظه کاری و ورودی نگاشت برای بازخواندن استفاده می‌شود، رکود کوتاه مدت(short-term depression) برای از بین بردن اتوکرلیشن به کار می‌رود. تقویت پتانسیل بلند مدت(LTP) برای ذخیره‌سازی حافظه فضایی استفاده می‌شود درحالی که رکود طولانی مدت(LTD) برای هر دو از ویژگی‌های فضای رمزگذاری، یعنی تضعیف انتخابی سیناپس‌ها و پاکسازی حافظه‌های قدیمی است.